# Игнатий Филипп I
Игнатий Филипп I, в миру — Саид Аркус (11 апреля 1827 год, Диярбакыр, Османская империя — 7 марта 1874 года, Мардин, Османская империя) — восьмой патриарх Сирийской католической церкви с титулами «Патриарх Антиохии и всего Востока» и «епископ Бейрута» с 21 июня 1866 по 7 марта 1874 года.

## Биография
Родился 11 апреля 1827 года в городе Диярбакыр, Османская империя. После получения школьного образования изучал богословие в патриаршей семинарии в монастыре Шарфех в Ливане, по окончании которой был рукоположен в сан священника патриархом Игнатием Антонием I.
28 сентября 1862 года был рукоположен в епископы и назначен на кафедру в Диярбакыр. После смерти патриарха Игнатия Антония I в 1864 году Конгрегация пропаганды веры предложила Синоду Сирийской католической церкви перенести патриаршую кафедру из Бейрута в Мадин, где она находилась по традиции в прошлом. Синод по разным причинам собрался только в 1866 году в Алеппо и после отказа трёх епископов, которые не согласились перенести патриаршую кафедру в Мардин, избрал 21 июня того же года патриархом Саида Аркуса, принявшего имя Игнатий Филипп I. Тот вскоре отправился в Рим, где получил подтверждение избрания на патриарший престол из рук папы Пия IX.
Игнатий Филипп I занял неопределённую позицию по отношению к попыткам папы Пия IX вмешиваться во внутреннюю жизнь Восточных католических церквей. В частности, Пий IX издал 12 июля 1867 года буллу «Reversurus», в которой предлагал передать Святому Престолу право назначать епископов Восточных католических церквей. Несмотря на то, что эта булла была адресована армянскому католическому патриарху, её содержание касалось всех Восточных католических церквей. В то время как халдейский патриарх Иосиф VI Аудо, мелькитский патриарх Григорий II Юсеф и армянский патриарх отрицательно отреагировали на предложенные Пием IX изменения в литургической и канонической жизни их церквей, Игнатий Филипп I заявил, что не получил послание от папы. Он отправился в Рим вместе с архиепископом Мосула Бехнамом Бенни, архиепископом Алеппо Георгием Шелхотом, архиепископом Багдада Афанасием Джархи, епископом Флавьен-Пьером Матахом и двумя новообращёнными в католичество епископами Сиро-яковитской церкви, чтобы участвовать в Первом Ватиканском соборе. В Риме, отказавшись принять предложение Пия IX передать Святому Престолу право назначать восточных католических епископов, подал в отставку. Однако Пий IX её не принял. 
Будучи в Риме, Игнатий Филипп I по состоянию здоровья не принимал участия ни в работе Первого Ватиканского собора, ни в богослужениях. Возвратился на родину в 1872 году и в том же году без разрешения Святого Престола рукоположил нового епископа.
Скончался в Мадине 87 марта 1874 года. Его преемником стал Игнатий Георгий V.